# Chamaeleo wiedersheimi
Chamaeleo wiedersheimi är en ödleart som beskrevs av  Fritz Nieden 1910. Chamaeleo wiedersheimi ingår i släktet Chamaeleo och familjen kameleonter.

## Underarter
Arten delas in i följande underarter:
- C. w. wiedersheimi
- C. w. perreti